# Charles Roven

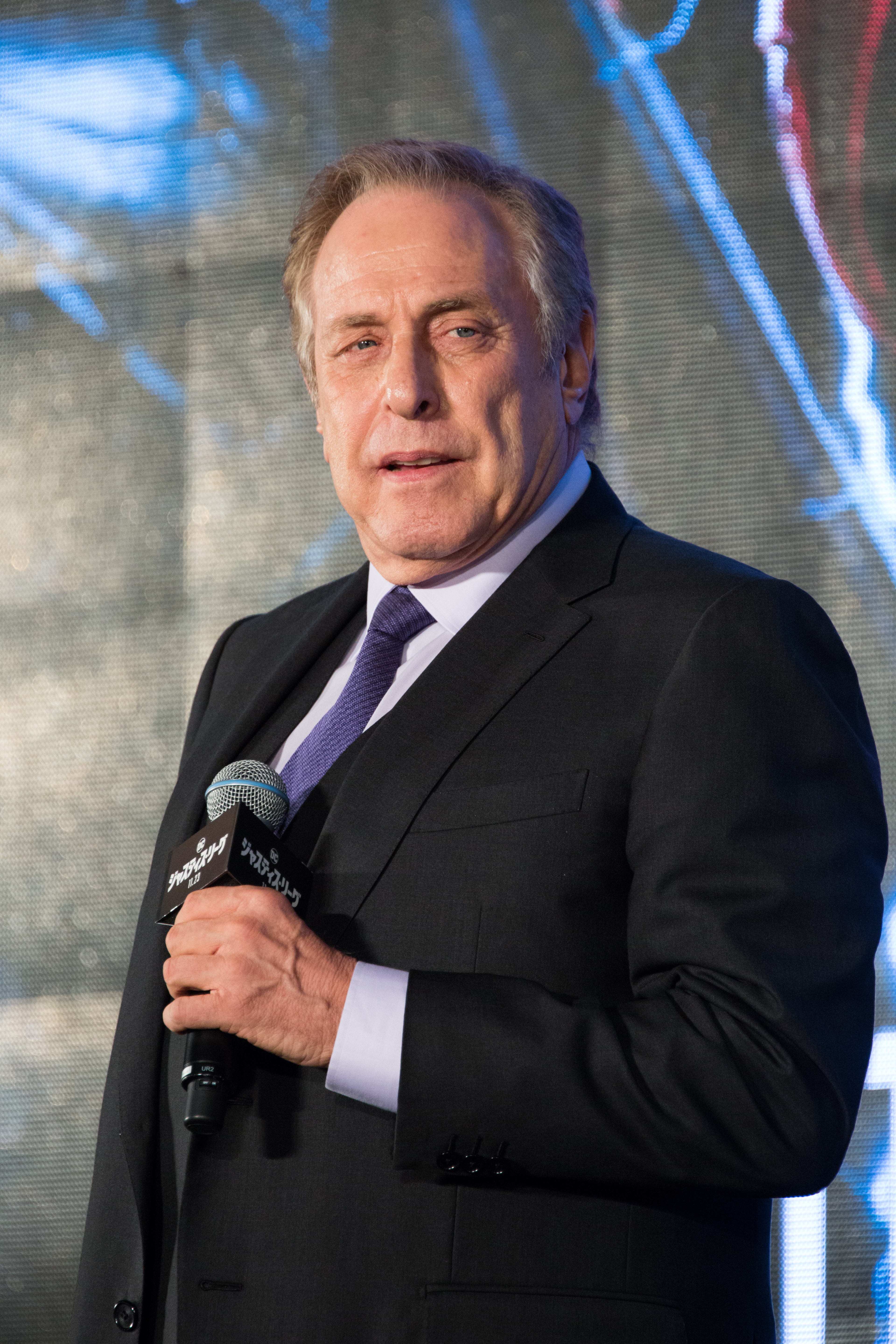
Charles Roven (2017)

Charles „Chuck“ Roven (* 1. August 1949 in Los Angeles, Kalifornien) ist ein US-amerikanischer Filmproduzent. Er produzierte unter anderem die Batman-Filme Batman Begins, The Dark Knight und The Dark Knight Rises und ist am DC Extended Universe beteiligt. Für die Produktion von Christopher Nolans Historienfilm Oppenheimer wurde Roven 2024 gemeinsam mit Nolan und Emma Thomas mit dem Oscar für den Besten Film ausgezeichnet.

## Leben
Roven begann seine Laufbahn als eigenständiger Produzent in den frühen 1980er Jahren. Er war bislang an mehr als 50 Produktionen beteiligt. 2014 erhielt Roven zusammen mit Richard Suckle, Megan Ellison und Jonathan Gordon eine Oscar-Nominierung in der Kategorie Bester Film für das Filmdrama American Hustle. 2024 erhielt er eine weitere Nominierung mit Christopher Nolan und Emma Thomas in dieser Kategorie für den Film Oppenheimer und gewann diesen.
Aus seiner Ehe mit Dawn Steel, die von 1985 bis zu ihrem Tod hielt, ging 1987 die Tochter Rebecca Steel Roven hervor, die ebenfalls im Bereich der Filmproduktion tätig ist. In zweiter Ehe ist er mit Stephanie Haymes, der Tochter von Dick Haymes und Fran Jeffries, verheiratet.

## Filmografie (Auswahl)
- 1983: … und wenn der letzte Reifen platzt (Heart Like a Wheel)
- 1989: Johnny Handsome – Der schöne Johnny (Johnny Handsome)
- 1989: Die Jugger – Kampf der Besten (The Blood of Heroes)
- 1990: Cadillac Man
- 1992: Eiskalte Leidenschaft (Final Analysis)
- 1995: 12 Monkeys (Twelve Monkeys)
- 1995: Angus – voll cool (Angus)
- 1998: Stadt der Engel (City of Angels)
- 1999: Three Kings – Es ist schön König zu sein (Three Kings)
- 2002: Scooby-Doo
- 2002: Rollerball
- 2003: Bulletproof Monk – Der kugelsichere Mönch (Bulletproof Monk)
- 2004: Scooby Doo 2 – Die Monster sind los (Scooby Doo 2: Monsters Unleashed)
- 2005: Batman Begins
- 2005: Brothers Grimm
- 2006: Idlewild
- 2007: Live!
- 2008: Bank Job
- 2008: Get Smart
- 2008: The Dark Knight
- 2009: The International
- 2011: Der letzte Tempelritter (Season of the Witch)
- 2012: The Dark Knight Rises
- 2013: Man of Steel
- 2013: American Hustle
- 2016: Batman v Superman: Dawn of Justice
- 2016: Warcraft: The Beginning (Warcraft)
- 2016: Suicide Squad
- 2016: The Great Wall
- 2017: Wonder Woman
- 2017: Justice League
- 2020: Wonder Woman 1984
- 2021: Zack Snyder’s Justice League
- 2021: The Suicide Squad
- 2022: Uncharted
- 2023: Oppenheimer